# Cunctos populos

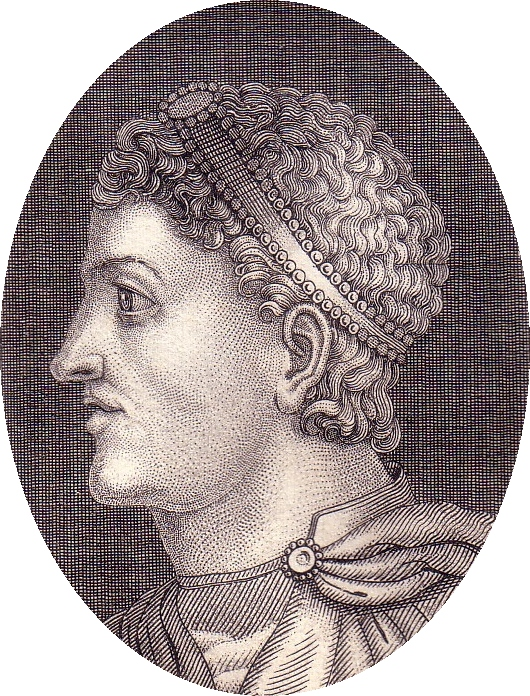
Keizer Theodosius I

Het edict Cunctos populos of het Edict van Thessaloniki van de drie keizers Theodosius I, Gratianus en Valentinianus II werd in Thessaloniki afgekondigd op 27 februari 380. Het maakte een einde aan de godsdienstvrijheid die sinds het Edict van Milaan van 313 in het Romeinse Rijk geheerst had en geldt als een belangrijke stap naar de status van het (katholieke) christendom als staatsreligie.
Het edict richt zich in de eerste plaats tot de bevolking van de stad Constantinopel, maar was voor het gehele rijk bedoeld. Voorop stond een politiek doel: de eenheid van het rijk te versterken. Enig overleg met kerkelijke en theologische vertegenwoordigers vooraf was er niet. Het jaar na zijn afkondiging werd het edict aangevuld met bepalingen tegen ketters.
Het Rooms-Alexandrijnse geloof in de drieënigheid van God werd tot verplichte staatsreligie verheven en al wat daarvan afweek werd tot ketterij verklaard met alle gevolgen van dien. Niet alle strafmaatregelen werden onmiddellijk uitgevoerd. Eerst volgde verbanning en kerksluiting. De eerste tenuitvoerlegging van de doodstraf vond in 385 in Trier plaats. Met dit edict opende ook de Codex Justinianus (C. 1.1.1) uit 532. Het edict werd nooit meer opgegeven en het vormde zelfs de rechtgrondslag voor de in de 13e eeuw in het leven geroepen Inquisitie.

## Latijnse tekst en Nederlandse vertaling
| CUNCTOS populos, quos clementiae nostrae regit temperamentum, | Alle volkeren, waarover wij een mild en gematigd bewind voeren |
| in tali volumus religione versari, | zullen zich, zo is onze wil, tot de religie bekeren, |
| quam divinum petrum apostolum tradidisse romanis | die de goddelijke apostel Petrus aan de Romeinen overgeleverd heeft, |
| religio usque ad nunc ab ipso insinuata declarat | zoals het door hem ingevoerde geloof zich tot op de huidige dag manifesteert |
| quamque pontificem damasum sequi claret et petrum alexandriae episcopum virum apostolicae sanctitatis,                                                                     | en waartoe de Opperpriester Damasus zich duidelijk bekent zoals ook bisschop Petrus van Alexandrië, een man van apostolische heiligheid;                                                       |
| hoc est, ut secundum apostolicam disciplinam evangelicamque doctrinam patris et filii et spiritus sancti unam deitatem sub parili maiestate et sub pia trinitate credamus. | dat wil zeggen dat wij volgens de apostolische uitleg en de evangelische leer in één godheid geloven van de vader, de zoon en de heilige geest in gelijke majesteit en heilige drievoudigheid. |
| Hanc legem sequentes christianorum catholicorum nomen iubemus amplecti, | Slechts diegenen die deze wet volgen zullen zich naar ons gebod katholieke christenen mogen noemen;                                                                                            |
| reliquos vero dementes vesanosque iudicantes haeretici dogmatis infamiam sustinere,                                                                                        | de overigen, die wij waarlijk dwaas en waanzinnig verklaren hebben de schande van een dwaalleer te dragen;                                                                                     |
| nec conciliabula eorum ecclesiarum nomen accipere, | ook mogen zij hun vergaderruimten niet als kerken betitelen. |
| divina primum vindicta, post etiam motus nostri, quem ex caelesti arbitrio sumpserimus, ultione plectendos.                                                                | ten slotte zal hen in de eerste plaats de goddelijke vergelding, maar ook ons strafrecht, dat ons door het hemelse oordeel in handen gegeven is, achterhalen.                                  |